# Glenne Headly
Glenne Aimee Headly (New London, 13 de março de 1955 - 8 de junho de 2017) foi uma atriz americana de cinema, teatro e televisão.

## Biografia
Headly nasceu em New London, Connecticut. Membro da Mensa, fez parte da Steppenwolf Theatre Company de 1979 a 2005 e foi casada com o ator John Malkovich de 1982 a 1988.
Na televisão, Headly desempenhou o papel recorrente da dra. Abby Keaton na série ER de 1996 a 1997. Também participou das séries Encore! Encore!, de 1998 a 1999, e Monk, de 2003 a 2004. Foi indicada duas vezes para os Prêmios Emmy, por Lonesome Dove (1989) e Bastard Out of Carolina (1996).
Estrelou também diversos filmes, como Dick Tracy (como Tess Trueheart), Mr. Holland's Opus, Mortal Thoughts e Eleni, no qual atuou com seu marido, John Malkovich. Estudou a Língua Americana de Sinais (ASL, American Sign Language) para seu papel em Mr. Holland's Opus. Teve um papel de destaque no filme Dirty Rotten Scoundrels (br: Os Safados), como alvo de uma aposta entre dois trapaceiros da Riviera Francesa interpretados por Steve Martin e Michael Caine. Voltou a atuar com Martin em Sgt. Bilko (1996), no qual fez o papel de seu interesse amoroso.
No palco Headly estrelou ao lado de David Hyde Pierce em The Guys, onde Pierce fez um bombeiro tentando escrever obituários para os homens perdidos nos ataques de 11 de setembro de 2001, no World Trade Center, e Headly sua editora.
Fez uma participação especial na série Grey's Anatomy em 10 de janeiro de 2008.
Morreu em 8 de junho de 2017 em função de complicações por causa de uma Embolia pulmonar. 

## Filmografia
- Four Friends (1981)
- Doctor Detroit (1983)
- Eleni (1985)
- Fandango (1985)
- The Purple Rose of Cairo (A Rosa Púrpura do Cairo, 1985)
- Seize the Day (1986)
- Making Mr. Right (1987)
- Dirty Rotten Scoundrels (1988)
- Stars and Bars (1988)
- Lonesome Dove (1989) (minissérie)
- Dick Tracy (1990)
- Mortal Thoughts  (1991)
- And the Band Played On (1993) (TV)
- Getting Even with Dad (1994)
- Mr. Holland's Opus (1995)
- Sgt. Bilko (1996)
- Bastard Out of Carolina (1996)
- 2 Days in the Valley (1996)
- Winchell (1998)
- The X Files (1998) (não-creditada)
- Babe: Pig in the City (1998) (voz)
- Breakfast of Champions (1999)
- Timecode (2000)
- On Golden Pond (br: Num lago dourado — pt: A casa do lago; 2001) (TV)
- What's the Worst That Could Happen? (2001)
- Bartleby (2001-2003)
- Confessions of a Teenage Drama Queen (br: Confissões de uma adolescente em crise – pt: Confissões de uma adolescente; 2004)
- Eulogy (2004)
- The Sandy Bottom Orchestra (movie) (2005)
- The Moguls (2005)
- Comeback Season (2006)
- The Namesake (2007)
- Kit Kittredge: An American Girl (2008)
- O Círculo (filme) (2017)